# Pirrie Col
Pirrie Col är ett bergspass i Antarktis. Det ligger i Västantarktis. Argentina, Chile och Storbritannien gör anspråk på området. Pirrie Col ligger 284 meter över havet.
Terrängen runt Pirrie Col är kuperad. Havet är nära Pirrie Col åt sydväst. Trakten är glest befolkad. Närmaste befolkade plats är Mendel Polar Station, 15,5 kilometer väster om Pirrie Col. 